# Bailan
Bailan es el 21º álbum de Lucía Méndez editado el año 2015. Incluye DVD con once videoclips.
Este disco contiene once canciones, cinco de ellas en idioma italiano y seis en español, incluyendo No digas sí, no digas no a dúo con Umberto Tozzi.
En este material se inicia como compositora con los temas Tú y Solo juntos.
Los sencillos que destacan de esta grabación son Cuore di pietra, y Tú con los cuales ha llegado al Top Ten en Italia y Fidati di me.
Este material es el tercero bajo el sello Sony Music ya que la cantante firmó contrato con la disquera para producir cuatro discos.

## Temas
1. Innamorata (Enamorada) (Honorio Herrero/Adaptación: Ezio Scarciglia)
2. Cuando la noche (Giuseppe La Spada/Adaptación: Alejandro Ramos Félix)
3. Tu la pagherai (Ya la pagarás)(Mario de Jesús/Adaptación: Ezio Scarciglia)
4. Cuore di pietra (Corazón de piedra) (Honorio Herrero/Adaptación: Ezio Scarciglia)
5. Bailan (Giuseppe La Spada/Adaptación: Alejandro Ramos Félix)
6. Fidati di me (Giuseppe La Sapada)
7. Tú (Giuseppe La Spada y Lucía Méndez)
8. Cielo rosso (Cielo rojo) (Juan Zaizar y David Zaizar Torres/Adaptación: Ezio Scarciglia)
9. Solo juntos (Giuseppe La Spada y Lucía Méndez)
10. Se acabó (Cayre Marella y Consuelo Arango Bustos)
11. No dígas sí, no diga no (a dueto con Umberto Tozzi) (Umberto Tozzi/Adaptación: Alejandro Ramos Félix)

## Créditos
- Productor: Light Creations LLC
- Dirección artística de producción: Giuseppe Davi
- Arreglos: Giuseppe La Spada
- Asistente de director de arte: Giuseppe Puliafito
- Mezclado por: Giuseppe La Spada
- Masterizado por: George Wenzel
- Director de videoclips: Pedro Antonio Torres
- Gráficos: Carlantonio y Simana Carpani
- Fotografía: Uriel Santana